# Podgora pri Dolskem
Podgora pri Dolskem este o localitate din comuna Dol pri Ljubljani, Slovenia, cu o populație de 105 locuitori.